# Israels håndboldlandshold (damer)
Israels håndboldlandshold er det israelske landshold i håndbold for kvinder som også deltager i internationale håndboldkonkurrencer.
Holdet har endnu ikke deltaget i EM eller VM i håndbold.